# Say'un
Say'un (arabe : سيئون, ou Saywun ou Seiyun) est une ville du Hadramaout, région du Yémen.
La cité au million de palmiers, a en 2006 une population d'environ 75 000 habitants.
La ville a été la capitale d'un sultanat, l'État Kathiri de Sai'un, ou Kathiri State of Seiyun, jusqu'à son abolition en 1967. Elle a été aussi le centre du protectorat Oriental d'Aden, mis en place par les Britanniques, jusqu'en 1967.

## Centres d'intérêt

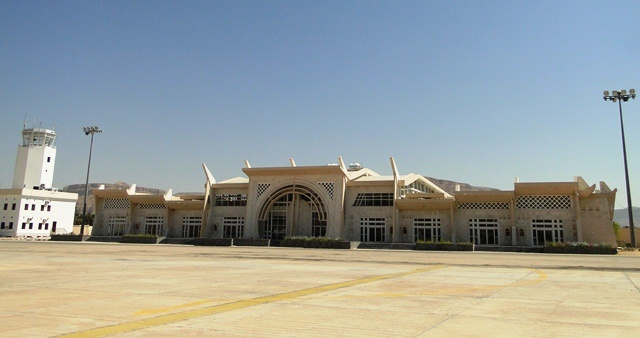
Seiyun Airport

La ville est située sur le Wadi Hadramaout, à 20 km en amont de Shibam et à 35 km en aval de Tarim. 
Le Wadi Hadramaout a été et reste une oasis de près de 200 km de long, isolée du reste du monde, au nord par le Rub al-Khali, et au sud par le plateau désertique du Jôl. La vallée dans sa plus grande largeur atteint 60 km. La moitié des terrains cultivables sont en palmeraies, et l'autre moitié à la culture : blé, sorgho, millet, maïs, luzerne, oignons, tomates... L'apiculture itinérante produit un très bon miel, principalement d'acacia.
Sa position isolée sur une très importante route caravanière de la péninsule a assuré son succès passé. Il fallait, encore en 1937, six jours de caravane pour traverser le Jôl et joindre la façade maritime et la grande vallée. Près de 1 300 cheikhs locaux dirigeaient les différentes enclaves, en 1937, avant la paix générale imposée par les Britanniques. 
La construction la plus remarquable de la ville de Say'un est le Palais du Sultan Al Kathiri, Sultan Al Kathiri Palace, construit vers 1920, avec quatre tours d'angle, imposant de l'extérieur, très sobre à l'intérieur. Il héberge un musée d'ethnographie et d'histoire, qui expose de nombreuses pièces des fouilles de Raybun. 
La ville a de nombreuses riches demeures, des XIXe et XXe siècles, dont les dentelures d'inspiration indonésienne rappellent les succès commerciaux de la diaspora kathiri. On trouve aussi de nombreuses maisons en pisé à balustrades.
La région est desservie par l'aéroport de la ville, Seiyun Airport.